# Loop (musik)
För andra betydelser, se loop (olika betydelser).

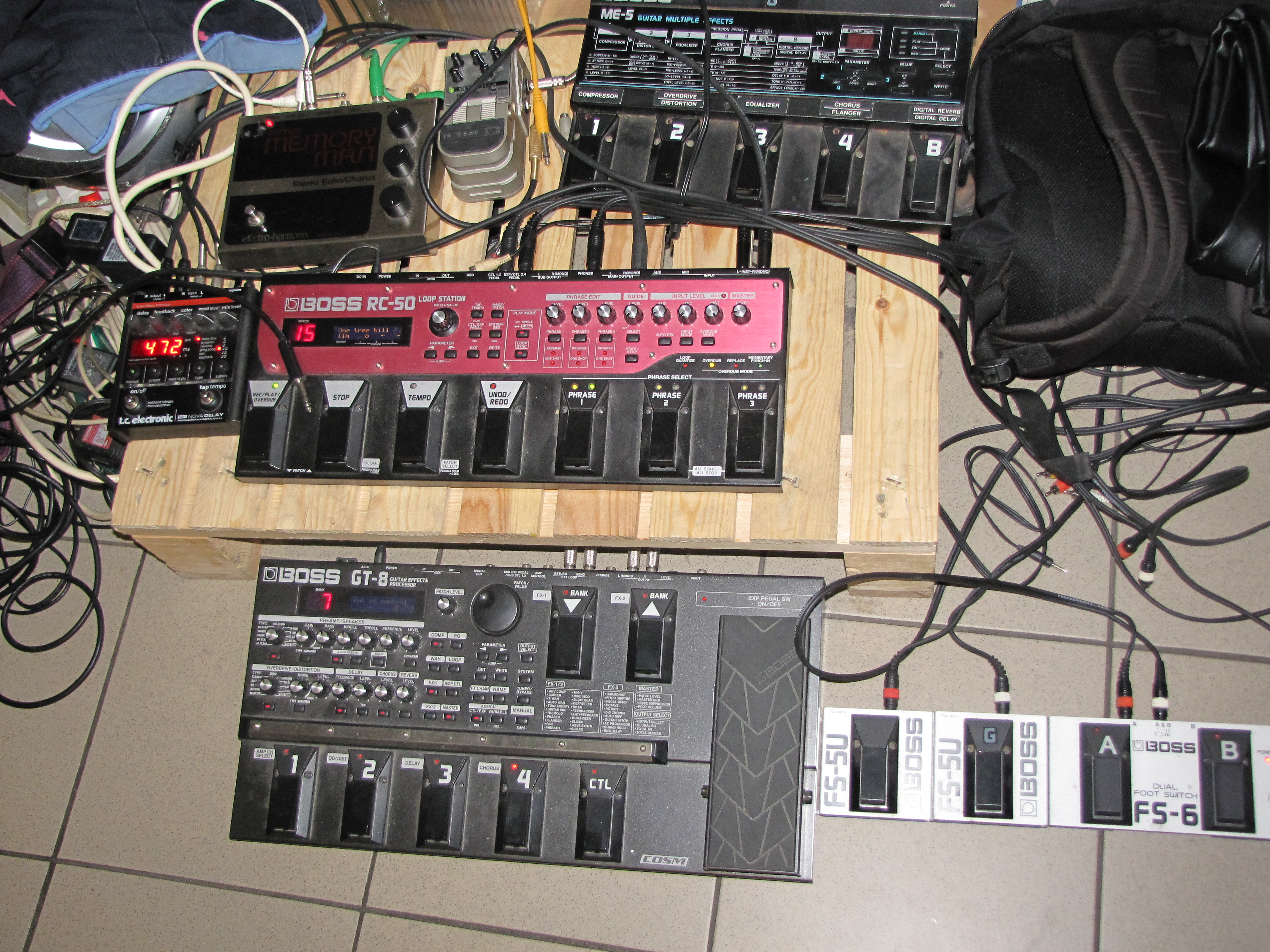
I mitten: loopern Boss RC-50 Loop Station.

En loop är en musikalisk slinga, det vill säga en musikalisk sekvens som spelas upp gång på gång i en lång svit. Loopen kan skapas genom att spelas in och därefter spelas upp via en särskild looper (elektroniskt musikinstrument). Den fungerar som en inspelare/bandspelare med vilken man själv bestämmer vad och hur lång tid av musiken som skall spelas in.
Det inspelade (samplade) materialet spelas sedan upp om och om igen i en loop. Med denna teknik finns ofta även möjlighet att "loopa" flera parallella inspelade spår med musik samt att också göra nya "pålägg", så kallade "overdubs" (överdubbar) på de olika inspelade spåren. Uppbyggnaden av det musikaliska materialet görs live spår för spår under framförandet.
Det loopade musikaliska materialet (antingen det är trumtakter eller via andra instrument) används både som bakgrund att spela till live men går också att bygga på och utveckla genom att spela in mer material ovanpå. Med en looper kan en ensam musiker sjunga sånger i stämmor med sig själv live, utan på förhand inspelat material, eller spela ett flertal olika instrument samtidigt.
Sedan början av 2000-talet har användandet av looper-instrument ökat stort i musikvärlden och då i synnerhet inom livemusik. Vanliga märken är Edirol, Boss, Line 6 och Electrix.